# Північноафриканський страус
Північноафриканський страус, червоношиїй страус або берберійський страус (Struthio camelus camelus) — номінальний підвид звичайного страуса із Західної та Північної Африки. Він має найбільший середній розмір серед підвидів страусів, що робить його найбільшим живим птахом.

## Еволюційна історія
У 1990-х роках аналіз гаплотипів контрольної області мітохондріальна ДНК показав, що аравійський страус із Західної Азії тісно пов'язаний із північноафриканським страусом.
У 2017 році Інститут палеоботаніки Бірбала Сахні виявив, що звичайні страуси жили в Індії близько 25 000 років тому. Дослідження ДНК одинадцяти скам'янілих яєчних шкаралуп з восьми археологічних пам'яток у штатах Раджастхан, Гуджарат і Мадх'я-Прадеш виявило 92 % генетичної схожості між яєчною шкаралупою та північноафриканським страусом.

## Опис
Північноафриканський страус є найбільшим підвидом S. camelus, і досягає 2,74 м у зріст і до 154 кг у вазі. Шия рожево-червона, оперення у самців чорно-біле, а у самиць сіре.

## Ареал і поширення
Північноафриканський страус був поширений від західної до північно-східної Африки. Раніше його ареал простягався від Ефіопії та Судану на сході через Сахель до Сенегалу та Мавританії на заході та на північ до Єгипту та південного Марокко. Зараз він зник із значної частини цього ареалу і залишився лише в 6 із 18 країн, де він спочатку зустрічався. Можливо, цей підвид також зустрічався на Синайському півострові, де колись жили аравійські страуси. Північноафриканських страусів можна зустріти у степах і в саванах.

## Охоронний статус
Чисельність північноафриканського страуса різко зменшилася до такого рівня, що тепер його включено до Додатку I CITES, а деякі природоохоронці вважають, що він перебуває під загрозою зникнення. Північноафриканський страус є частиною проекту Фонду збереження Сахари (SCF), спрямованого на порятунок підвиду від вимирання та відновлення його популяції у Сахарі та Сахелі.

## Проекти реінтродукції

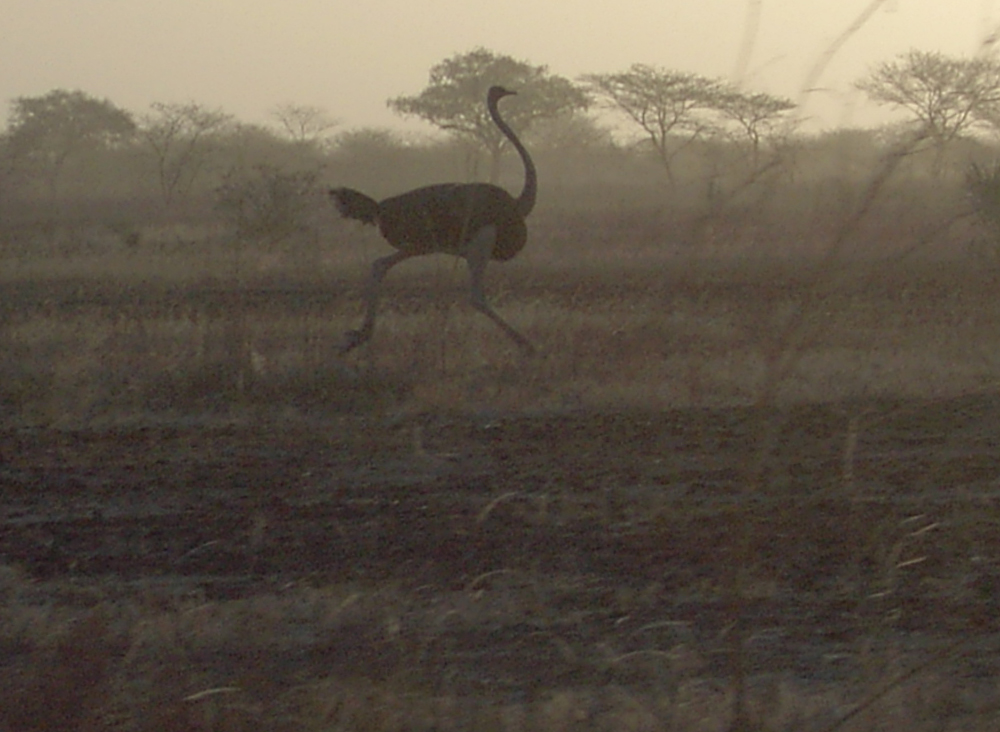
Північноафриканський страус у Національному парку Ваза, Камерун.

### Африка
Північноафриканський страус був найпоширенішим підвидом страуса. Раніше він мав великий ареал, але тепер вважається, що живе у фрагментованих осередках у Камеруні, Чаді, Центральноафриканській Республіці та Сенегалі, тоді як вимер на більшій частині свого ареалу в Північній Африці. Сьогодні розпочато проекти реінтродукції страусів, особливо в північній Сахарі, де північноафриканські страуси вимерли протягом останніх 50 років. Страусів було імпортовано з Чаду та повторно інтродуковано до Національного парку Сус-Масса в Марокко.
У Тунісі північноафриканські страуси колись були поширені в південному регіоні країни. Підвид був винищений у 1887 році. У 2014 році північноафриканських страусів нарешті повернули в Туніс через 127 років після вимирання. Птахів спочатку повернули до Національного парку Дгумес, потім до Національного парку Сіді-Туї, а потім до Фауністичного заповідника Орбата.
Планується, що червоношиїй страус також відновиться в інших країнах від західної до північно-східної Африки, таких як Нігер і Нігерія.

### Азія
Північноафриканський страус є найближчим родичем вимерлого арабського страуса із Західної Азії. Після аналізу гаплотипів контрольної області мтДНК, який підтвердив близьку спорідненість аравійського та північноафриканського підвидів, північноафриканський підвид було визнано придатним для інтродукції в райони, де мешкав аравійський підвид.
У 1988–89 роках страусів, спочатку вивезених із Судану, завезли до Національного центру дослідження дикої природи в Саудівській Аравії. У 1994 році в заповідній зоні Махазат ас-Саїд було розпочато проект реінтродукції з використанням північноафриканських страусів. В даний час в заповіднику проживає від 90 до 100 особин. Було запропоновано також повернути північноафриканських страусів до заповідної території Аль-Хунфа.
Він також був повторно інтродукований у природному заповіднику Йотвата Хай-Бар в Ізраїлі. Є надія, що Йорданія та Єгипет співпрацюватимуть з Ізраїлем, щоб страуси могли жити в більш широкому ареалі.